# Cheonan
Cheonan (Hangul: 천안시, Hanja: 天安市, Hán Việt: Thiên An thị) là thành phố thuộc tỉnh tỉnh Chungcheongnam-do, Hàn Quốc. Thành phố có diện tích km2, dân số là hơn người (năm 2008). Thành phố này thuộc vùng thủ đô Seoul. Thành phố có  dong (phường). Đây là thành phố lớn thứ 18 tại Hàn Quốc.

## Các đơn vị hành chính
Thành phố được chia thành  dong (phường)